# Ctenitis melanochlamys
Ctenitis melanochlamys är en träjonväxtart som först beskrevs av Fée, och fick sitt nu gällande namn av Ren-Chang Ching. Ctenitis melanochlamys ingår i släktet Ctenitis och familjen Dryopteridaceae. Inga underarter finns listade.